# Atherigona nigrithorax
Atherigona nigrithorax este o specie de muște din genul Atherigona, familia Muscidae, descrisă de Stein în anul 1906.
Este endemică în Togo. Conform Catalogue of Life specia Atherigona nigrithorax nu are subspecii cunoscute.